# Lanelater transvaalensis
Lanelater transvaalensis is een keversoort uit de familie kniptorren (Elateridae). De wetenschappelijke naam van de soort is voor het eerst geldig gepubliceerd in 2008 door Girard.